# Пилка Джильї

Пилка Джильї

Пилка Джильї (італ. sega di Gigli) — хірургічний інструмент, гнучка пилка з дротяних жил. Запропанована у 1894 році італійським хірургом-акушером Леонардо Джильї. Також іноді називається «пилкою Олівекруни» — на честь шведського нейрохірурга Герберта Олівекруни (англ. Axel Herbert Olivecrona), який вдосконалив її.
Часто «пилками Джильї» (неправильна вимова «Джиглі») зовуть всі гнучкі дротяні пилки-струни, уживані не лише хірургами, але й туристами й військовиками.

## Історія
Леонардо Джильї запропонував цей інструмент для пубіотомії — рододопоміжної операції, яка полягає в розпилянні лобкової кістки породіллі під час важких пологів. Надалі він впровадив свій винахід і для інших остеотомічних операцій.
У 1897 році «пилка Джильї» уперше застосована для краніотомії — професором Яґеллонського університету в Кракові Альфредом Обалінським.
Зараз пилка Джильї використовується для таких операцій:
- Трепанація — методом пропилювання кісток черепа між висвердленими трепаном отворами;
- Ампутація;
- Стернотомія — розтин груднини в кардіохірургії.

## Будова і використання
Являє собою дротяне вите полотно 400—500 мм довжиною і 0,5 мм товщиною з петлями на кінцях. Роль зубців пилки грають витки тонкого дроту, який обвиває 2-3 скручених разом товстіших дроти. Пилка зроблена з високоякісної неіржавної сталі, має поліровану поверхню. Стаціонарних руків'їв не має, але комплектується знімними ручками або провідником.
Під час операції пилку проводять навколо кістки, вдягають у петлі ручки, і перепилюють кістку перетягуванням полотна навперемінно у різні боки.

## Інше
- Існують досконаліші, дорожчі варіанти пилки Джильї: з покриттям алмазною крихтою.[джерело?]
- Пилки-струни (іноді звуть «пилками Джильї» («джиглі»)), вживаються туристами й військовиками для розпилювання гілля у поході. Такими ж пилками комплектують багато видів аварійних наборів.